# Мирнополье (Болградский район)
Мирнополье (укр. Мирнопілля; до 1945 г. Фриденсталь, нем. Friedenstal) — село, относится к Болградскому району Одесской области Украины.
Население по переписи 2001 года составляло 2043 человека. Население составляет 1766 человек по состоянию на 2023 год. Почтовый индекс — 68413. Телефонный код — 4845. Занимает площадь 2,5 км². Код КОАТУУ — 5120483401.

## История
Лютеранское село Фриденсталь основано в 1834 г. 87 семьями из Вюртемберга, Пруссии, Польши, Бессарабии. В 1843 г. прибыли поселенцы из Херсонской губернии.
В 1945 г. Указом ПВС УССР село Фриденсталь переименовано в Мирнополье.

## Население и национальный состав
По данным переписи населения Украины 2001 года распределение населения по родному языку было следующим (в % от общей численности населения):
По Мирнопольскому сельскому совету: украинский — 49,39 %; русский — 44,10 %; белорусский — 0,05 %; болгарский — 3,72 %; гагаузский — 0,39 %; молдавский — 2,25 %.

## Объекты социальных сфер
- Общеобразовательная школа
- Дом культуры
- Гериатрический дом интернат
- Библиотека

## Местный совет
68413, Одесская обл., Болградский р-н, с. Мирнополье, ул. Центральная 156